# 페르난두 메이라
페르난두 조세 다 실바 프헤이타스 메이라(포르투갈어: Fernando José da Silva Freitas Meira fɨɾˈnɐ̃du ˈmɐjɾɐ[*], 1978년 6월 5일, 노르트 지방 기마랑이스 ~)는 포르투갈의 전 축구 선수로, 현역 시절 중앙 수비수로 활약했다.
자국 무대에서, 그는 주로 비토리아 기마랑이스에서 활약했고, 벤피카에서도 1년 활약했다. 독일의 슈투트가르트에서 오래 활약했던 메이라는 이후 튀르키예, 러시아, 그리고 스페인 무대를 거쳤다.
강인하고 기술적인 수비수인 메이라는 포르투갈 국가대표팀 일원으로 2006년 월드컵과 유로 2008에 참가했다.

## 클럽 경력

### 벤피카까지의 행보
기마랑이스 출신인 메이라는 고향 비토리아 기마랑이스에서 프로 무대 신고식을 치렀지만, 1군에서 주전으로 활약한 것은 그의 마지막 시즌인 1999-2000 시즌 딱 1년이었는데, 미뉴 연고 구단 소속으로 총 53번의 경기 중 30번의 경기에 출전했다. 1998년, 그는 포르투갈 2부 리그의 펠게이라스로 임대되어 수비진 주축을 맡았는데, 소속 구단은 리그를 5위로 마쳐 승격을 간발의 차이로 놓쳤다.
2000년 여름, 메이라는 프리메이라리가의 거함 벤피카로 선수 1명과 €4M을 합친 가격에 입단했다. 그는 1년차에 31번의 경기에 출전했는데, 이 중 30경기를 선발로 출전했고, 주장 완장도 받았지만, 리스본 연고 구단의 그가 활약하는 시기에 한 차례의 우승도 거두지 못했다.

### 슈투트가르트
2002년 1월, 메이라는 €7.5M에 독일의 슈투트가르트로 이적했다. 분데스리가 구단은 메이라를 영입하기 위해 역대 최고 이적료를 소요했는데, 이 기록은 2007년 7월에 치프리안 마리카를 샤흐타르 도네츠크에서 €8M에 영입하며 경신되었고, 롤프 뤼스만 단장은 메이라를 "우승"을 위해 영입했으며, 미래에 대한 야심을 드러냈다. 그 해 1월 26일, 메이라는 3-0으로 이긴 함부르크와의 안방 경기에서 중앙 수비수로 90분을 모두 소화하며 독일 무대 첫 경기를 치렀다.
메이라는 1-1로 비긴 한자 로스토크와의 경기에서 슈투트가르트 1호골을 기록하기도 했지만, 페널티 킥을 내주었고, 이는 상대의 실점으로 연결되었다. 4월 7일, 그는 2-0으로 이긴 프라이부르크 원정 경기에서 2호골을 성공시켰고, 1년차에 14번의 리그 경기에 출전하였고, 소속 구단은 리그를 8위로 마감했다.
2002-03 시즌, 펠릭스 마가트는 메이라를 31번의 경기에 출전시켰는데, 그가 결장한 경기는 징계로 빠진 경기들이었고, 소속 구단은 바이에른 뮌헨에 이어 2위를 차지하면서 그 다음 시즌 챔피언스리그 진출을 이룩했다. 그는 UEFA컵에서 셀틱과의 16강 2차전 안방 경기 승리를 포함해 2경기만을 결장했고, 2-0으로 이긴 페렌츠바로시와의 안방 2차전 경기에서 골망을 흔들었다.
2006-07 시즌, 아르민 페 감독은 메이라를 주장으로 임명했고, 분데스리가 역사상 주장 완장을 찬 첫 포르투갈인이 되었다. 그는 20번의 경기에 출전해 3골을 득점했는데, 바덴-뷔르템베르크 연고 구단은 15년 만에 리그 정상을 탈환했고, 준우승을 거둔 DFB-포칼에서도 4경기 출전했다.
슈투트가르트에서 6년 반을 활약한 메이라는 230번의 공식 경기에 출전해 13골을 기록했다. 2008년 여름, 30세의 메이라는 고틀리프-다임러-슈타디온을 떠났다.

### 갈라타사라이
2008년 7월 20일, 2007-08 시즌을 마치고, 슈투트가르트는 메이라의 주장 완장을 박탈하며 매각 의사를 밝혔다. 이틀 후, 메이라는 €4.5M으로 갈라타사라이 이적에 합의를 보았다.
메이라는 2-1로 이긴 카이세리스포르와의 쉬페르 쿠파 경기에서 공식 첫 경기를 치렀지만, 1년 만에 튀르키예를 떠났는데, 소속 구단은 쉬페르리그에서 5위에 그쳤다.

### 제니트
2009년 3월 중순, 제니트의 관심을 받던 메이라는 이스탄불에 적응하지 못하던 상황이었는데, 메이라는 러시아 구단과 €4.5M에 계약했고, 마르틴 슈크르텔이 떠나면서 공석이 된 등번호 3번을 받았다.
2009년 3월 15일, 그는 1-1로 비긴 스파르타크 모스크바와의 원정 경기에서 선발로 출전하며 러시아 프리미어리그 첫 경기를 치렀다. 4월 5일, 그는 3-0으로 이긴 톰 톰스크 원정 경기에서 러시아 무대 첫 골을 기록했다.

### 말년
2011년 8월 15일, 33세의 메이라는 제니트와의 계약을 상호 해지한 후 스페인의 사라고사에 입단했다. 13일 후, 그는 0-6으로 패한 레알 마드리드와의 원정 경기에서 선발로 출전했고, 경고를 받았다.
아라곤 연고 구단에서 1년을 보내면서, 메이라는 주로 수비형 미드필더로서 레오나르도 폰시오와 중원을 맡았다. 2012년 2월 1일, 소속 구단이 최하위로 뒤처진 가운데, 그는 계약을 해지했고, 그 후 새로 정착할 구단을 찾지 못하면서, 현역에서 은퇴했다.

## 국가대표팀 경력
포르투갈 U-21 국가대표팀에서 20번 출전했던 메이라는 2000년 10월 11일에 네덜란드와의 2002년 월드컵 예선전에서 포르투갈 성인 국가대표팀 신고식을 치렀다. 2004년에는 하계 올림픽에서 3경기에 출전했지만, 조별 리그에서 탈락했다.
메이라는 독일에서 열린 2006년 월드컵 명단에 이름을 올렸다. 조르즈 안드라드가 부상으로 빠지면서, 그는 포르투갈이 출전한 본선의 7경기에 모두 출전했고, 포르투갈은 대회를 4위로 마감했다.
메이라는 오스트리아와 스위스에서 열린 유로 2008에서도 주전으로 출전했는데, 3번의 조별 리그 경기에 출전했지만, 2-3으로 패한 독일과의 8강전에서는 결장했다.

## 경력 통계

### 클럽
출처:
| 클럽      | 클럽                | 클럽                | 리그 | 리그 | 컵               | 컵               | 리그컵                 | 리그컵                 | 대륙 | 대륙 | 합계 | 합계 |
| 시즌      | 구단                | 리그명              | 출장 | 골   | 출장             | 골               | 출장                   | 골                     | 출장 | 골   | 출장 | 골   |
| 포르투갈  | 포르투갈            | 포르투갈            | 리그 | 리그 | 타사 드 포르투갈 | 타사 드 포르투갈 | 타사 다 리가           | 타사 다 리가           | 유럽 | 유럽 | 합계 | 합계 |
| --------- | ------------------- | ------------------- | ---- | ---- | ---------------- | ---------------- | ---------------------- | ---------------------- | ---- | ---- | ---- | ---- |
| 1999–00   | 비토리아 기마랑이스 | 프리메이라리가      | 30   | 2    | 4                | 0                | —                      | —                      | —    | —    | 34   | 2    |
| 2000–01   | 벤피카              | 프리메이라리가      | 31   | 0    | 3                | 0                | —                      | —                      | 2    | 0    | 36   | 0    |
| 2001–02   | 벤피카              | 프리메이라리가      | 15   | 2    | 2                | 0                | —                      | —                      | —    | —    | 17   | 2    |
| 독일      | 독일                | 독일                | 리그 | 리그 | DFB-포칼         | DFB-포칼         | 기타                   | 기타                   | 유럽 | 유럽 | 합계 | 합계 |
| 2001–02   | 슈투트가르트        | 분데스리가          | 14   | 2    | 0                | 0                | —                      | —                      | —    | —    | 14   | 2    |
| 2002–03   | 슈투트가르트        | 분데스리가          | 31   | 1    | 2                | 0                | —                      | —                      | 6    | 1    | 39   | 2    |
| 2003–04   | 슈투트가르트        | 분데스리가          | 32   | 1    | 3                | 0                | —                      | —                      | 8    | 0    | 43   | 1    |
| 2004–05   | 슈투트가르트        | 분데스리가          | 16   | 1    | 1                | 0                | —                      | —                      | 3    | 1    | 20   | 2    |
| 2005–06   | 슈투트가르트        | 분데스리가          | 32   | 0    | 2                | 0                | —                      | —                      | 6    | 0    | 40   | 0    |
| 2006–07   | 슈투트가르트        | 분데스리가          | 20   | 3    | 4                | 0                | —                      | —                      | —    | —    | 24   | 3    |
| 2007–08   | 슈투트가르트        | 분데스리가          | 28   | 3    | 3                | 0                | —                      | —                      | 6    | 0    | 37   | 3    |
| 튀르키예  | 튀르키예            | 튀르키예            | 리그 | 리그 | 튀르키예 쿠파스  | 튀르키예 쿠파스  | 기타                   | 기타                   | 유럽 | 유럽 | 합계 | 합계 |
| 2008–09   | 갈라타사라이        | 쉬페르리그          | 21   | 0    | 6                | 0                | —                      | —                      | 10   | 0    | 37   | 0    |
| 러시아    | 러시아              | 러시아              | 리그 | 리그 | 러시아 컵        | 러시아 컵        | 리그컵                 | 리그컵                 | 유럽 | 유럽 | 합계 | 합계 |
| 2009      | 제니트              | 러시아 프리미어리그 | 22   | 1    | 2                | 0                | —                      | —                      | 2    | 0    | 26   | 1    |
| 2010      | 제니트              | 러시아 프리미어리그 | 11   | 0    | 3                | 0                | —                      | —                      | 5    | 0    | 19   | 0    |
| 2011–12   | 제니트              | 러시아 프리미어리그 | 1    | 0    | 3                | 0                | —                      | —                      | 4    | 0    | 8    | 0    |
| 스페인    | 스페인              | 스페인              | 리그 | 리그 | 코파 델 레이     | 코파 델 레이     | 수페르코파 데 에스파냐 | 수페르코파 데 에스파냐 | 유럽 | 유럽 | 합계 | 합계 |
| 2011–12   | 사라고사            | 라 리가             | 12   | 0    | 0                | 0                | —                      | —                      | 0    | 0    | 12   | 0    |
| 합계      | 포르투갈            | 포르투갈            | 76   | 4    | 9                | 0                | —                      | —                      | 2    | 0    | 87   | 4    |
| 합계      | 독일                | 독일                | 173  | 11   | 15               | 0                | —                      | —                      | 29   | 2    | 217  | 13   |
| 합계      | 튀르키예            | 튀르키예            | 21   | 0    | 6                | 0                | —                      | —                      | 10   | 0    | 37   | 0    |
| 합계      | 러시아              | 러시아              | 34   | 1    | 8                | 0                | —                      | —                      | 11   | 0    | 53   | 1    |
| 합계      | 스페인              | 스페인              | 12   | 0    | 0                | 0                | —                      | —                      | 0    | 0    | 12   | 0    |
| 경력 합계 | 경력 합계           | 경력 합계           | 305  | 16   | 38               | 0                | —                      | —                      | 50   | 2    | 403  | 18   |

### 국가대표팀
| 국가대표팀 | 연도 | 출장 | 골 |
| ---------- | ---- | ---- | -- |
| 포르투갈   | 2000 | 2    | 0  |
| 포르투갈   | 2001 | 5    | 0  |
| 포르투갈   | 2002 | 4    | 0  |
| 포르투갈   | 2003 | 7    | 0  |
| 포르투갈   | 2004 | 1    | 0  |
| 포르투갈   | 2005 | 7    | 2  |
| 포르투갈   | 2006 | 10   | 0  |
| 포르투갈   | 2007 | 8    | 0  |
| 포르투갈   | 2008 | 10   | 0  |
| 합계       | 합계 | 54   | 2  |

### 국가대표팀 득점 기록
| # | 날짜            | 경기장                       | 상대       | 점수 | 결과 | 대회                 |
| - | --------------- | ---------------------------- | ---------- | ---- | ---- | -------------------- |
| 1 | 2005년 6월 4일  | 포르투갈 리스본 다 루스      | 슬로바키아 | 1–0  | 2–0  | 2006년 월드컵 예선전 |
| 1 | 2005년 8월 17일 | 포르투갈 폰타 델가다 상 미겔 | 이집트     | 1–0  | 2–0  | 친선경기             |

## 수상
슈투트가르트
- 분데스리가: 2006–07[18]
- 인터토토컵: 2002[44]
- DFB-포칼 준우승: 2006–07
- DFB-리가포칼 준우승: 2005

갈라타사라이
- 쉬페르 쿠파: 2008[40]

제니트
- 러시아 프리미어리그: 2010[40]
- 러시아 컵: 2009–10[40]
- 러시아 슈퍼컵: 2011[45]

서훈
- 명예 훈장, 무결점안의 빌라 비수사 기사단 (브라간사 가문)[46]